# Torre Mena
La Torre Mena és un edifici protegit com a bé cultural d'interès local a Badalona (Barcelonès).

## Descripció
L'edifici té forma de castellet, és una torre de tres cossos: un cos central amb baixos i dos pisos i dos laterals amb baixos i un sol pis. Al nivell de la planta noble del cos central, un balcó molt sortit es recolza sobre columnetes de ferro. Conjuga, amb sentit eclèctic, elements clàssics, com les columnes del vestíbul, els carreus en punta de diamant, les obertures i les proporcions en general amb elements medievals, com els merlets i la torreta central.
Antigament tenia un jardí d'accés a la torre, que va ser eliminat per a obrir l'avinguda del Marquès de Sant Mori i ampliar la plaça Trafalgar.

## Història
En aquesta ubicació s'hi ha trobat restes prehistòriques. La casa d'estil colonial data de 1880. Va ser construïda sobre les ruïnes d'una altres més antiga, la masia de can Mena, que havia estat propietat de Pere Jeroni de Mena, administrador general de les Rendes Reials de Mallorca. L'antiga propietat tenia una torre de defensa semblant a la de can Canyadó i el seu accés es feia a través d'un pont llevadís. A l'interior hi havia una capella on s'hi venerava un Sant Crist, que, segons sembla, era el mateix que havien portat els segadors en la revolta del Corpus de Sang l'any 1640.
Al llarg de la seva història la casa va estar envoltada de nombrosíssims camps de conreu que s'estenien més enllà de l'actual barri de Sant Antoni fins a Sant Mori de Llefià. Al segle xix hi predominava especialment la vinya, mentre que la part més alta era més agresta. A més a les seves terres també hi creixen boscos de pins, per exemple a l'actual carrer de Sant Frederic. L'arribada cada vegada major de la immigració a la zona va accelerar els canvis en el paisatge, i abans de la Guerra Civil, la casa ja compartia l'espai amb cases d'autoconstrucció i cases d'estiueig, com la desapareguda Torre de l'Ou.
La Torre Mena també va ser ocupada durant molts anys com a emissora per Ràdio Miramar.